# Жорнищенська сільська рада
Жорнищенська сільська рада — адміністративно-територіальна одиниця та орган місцевого самоврядування у Ківерцівському районі Волинської області з адміністративним центром у с. Жорнище.

## Населені пункти
Сільській раді підпорядковані населені пункти:
- с. Жорнище
- с. Носовичі
- с. Чемерин

## Населення
Згідно з переписом УРСР 1989 року чисельність наявного населення сільської ради становила 1749 осіб, з яких 802 чоловіки та 947 жінок.
За переписом населення України 2001 року в сільській раді мешкала 1701 особа.

### Мова
Розподіл населення за рідною мовою за даними перепису 2001 року:
| Мова       | Відсоток |
| ---------- | -------- |
| українська | 99,59 %  |
| російська  | 0,29 %   |
| білоруська | 0,12 %   |

## Склад ради
Рада складається з 16 депутатів та голови.

## Керівний склад сільської ради
| ПІБ                             | Основні відомості                                                                | Дата обрання | Дата звільнення |
| ------------------------------- | -------------------------------------------------------------------------------- | ------------ | --------------- |
| Петровський Анатолій Васильович | Сільський голова, 1971 року народження, освіта, член Української Народної Партії | 26.03.2006   | 31.10.2010      |
| Кучер Сергій Фетійович          | Сільський голова, 1969 року народження, освіта вища                              | 31.10.2010   |                 |

Примітка: таблиця складена за даними джерела